# Actinomycetales
Actinomycetales is een orde van bacteriën die zich onderscheidt door hun karakteristieke filamentachtige structuur en hun vermogen om een breed scala aan metabolieten en enzymen te produceren. Deze bacteriën zijn grampositief en komen voor in verschillende omgevingen, zoals bodem, water en de darmen van dieren. 
Sommige soorten Actinomycetales zijn belangrijk voor de productie van antibiotica en andere bioactieve stoffen die worden gebruikt in de geneeskunde en de landbouw. Andere soorten kunnen echter ziektes veroorzaken, zoals bijvoorbeeld Actinomyces israelii die actinomycose kan veroorzaken, een chronische bacteriële infectie die zich manifesteert als abcessen en zwellingen in verschillende delen van het lichaam.
Over het algemeen spelen de Actinomycetales een belangrijke rol in de ecologie van de bodem en dragen ze bij aan de afbraak van organisch materiaal en de recyclage van voedingsstoffen.
- Nationale Bibliotheek van Israël: 987007293852805171